# Ursul de Argint pentru cea mai bună actriță
Ursul de Argint pentru cea mai bună actriță (în germană Silberner Bär / Beste Darstellerin, în ro: Ursul de Argint / Cea mai bună actriță) este un premiu acordat la Festivalul Internațional de Film de la Berlin pentru cea mai bună actriță. Primul premiu a fost acordat în 1956. Nu s-a acordat în anii 1969, 1970, 1973 și 1974.

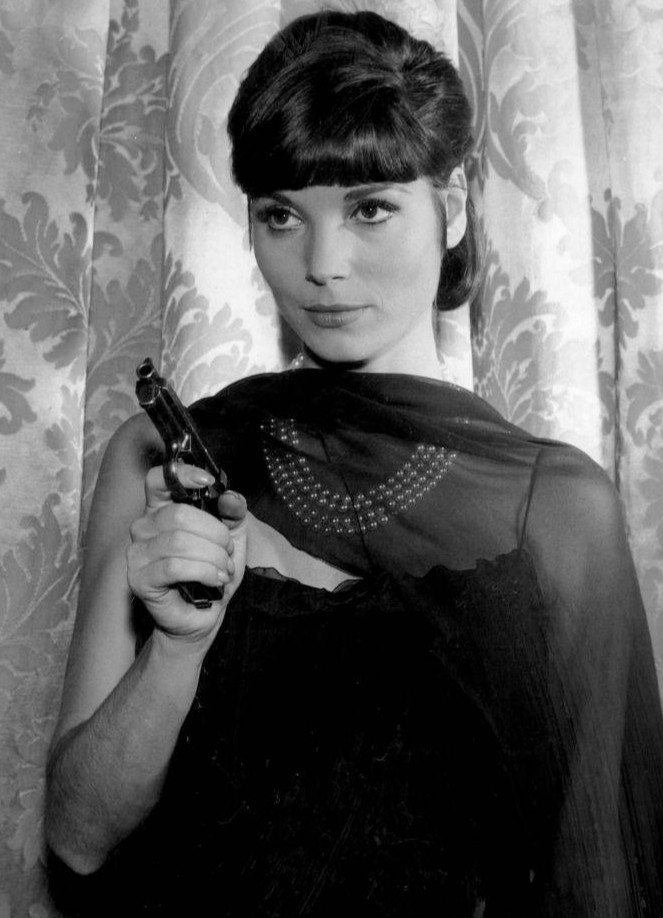
1956, Elsa Martinelli, prima câștigătoare a premiului
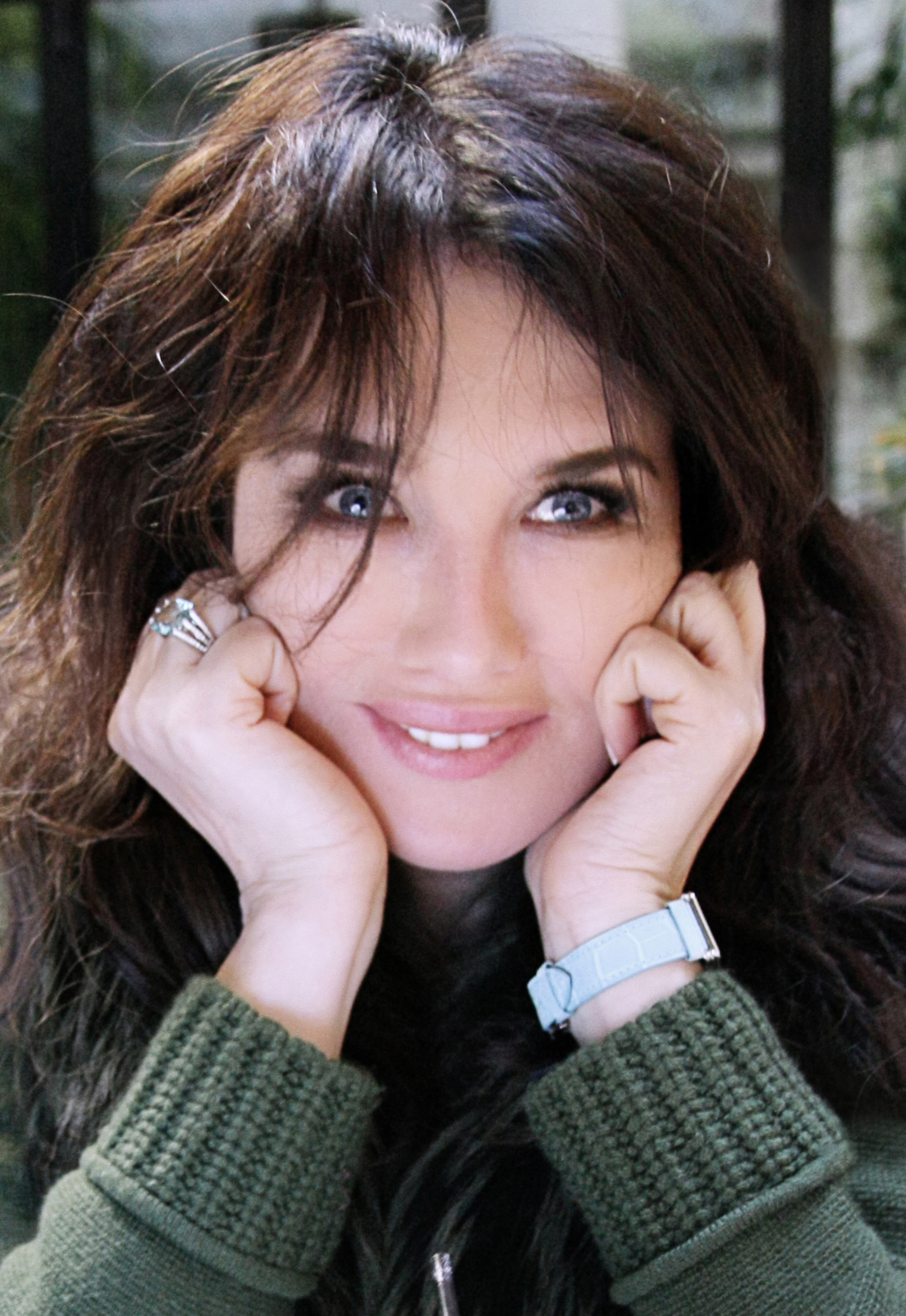
1989, câștigătoare: Isabelle Adjani (Camille Claudel)
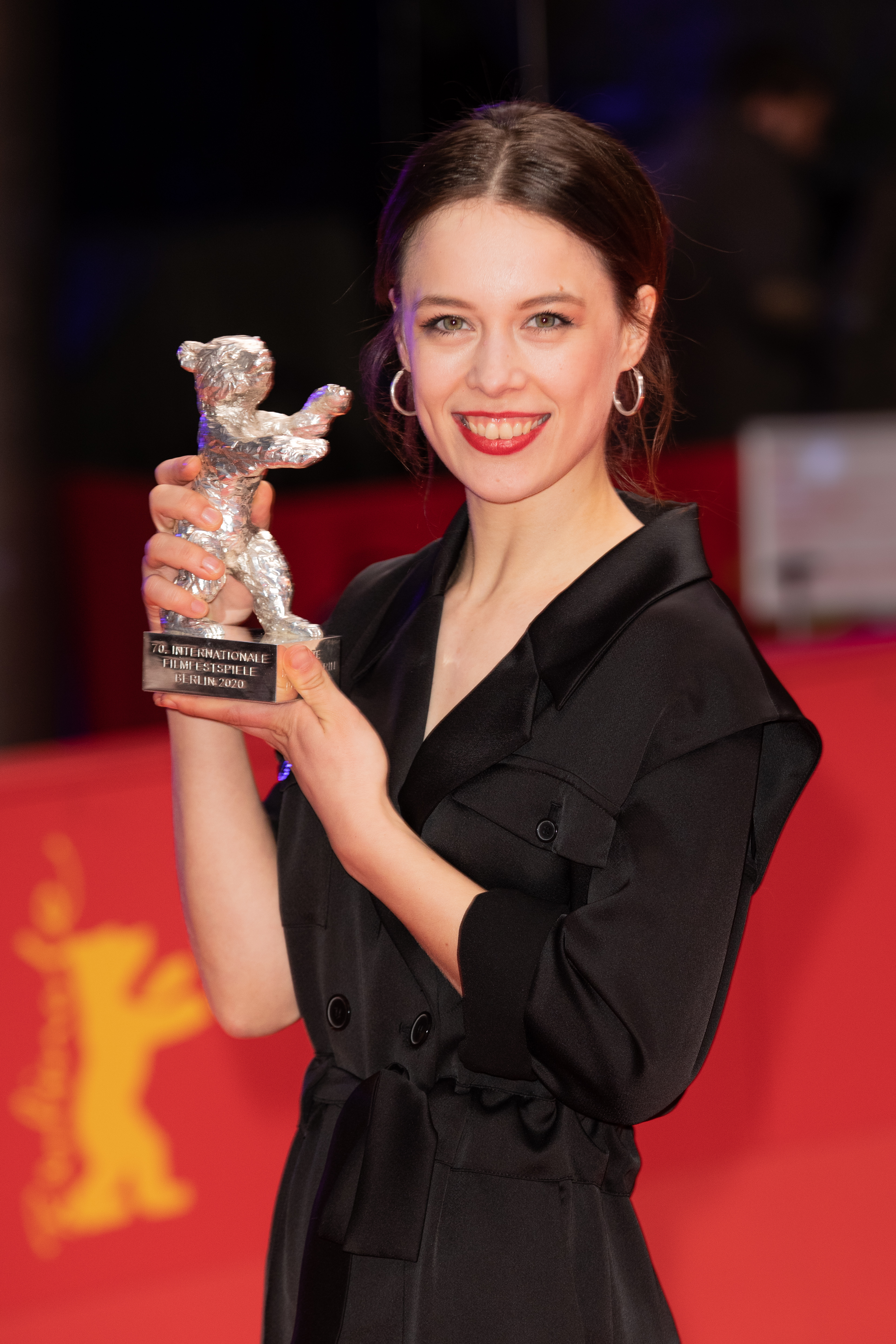
Ultima câștigătoare în 2020: Paula Beer (Undine)

## Premii
Semnul ‡ - indică faptul că rolul respectiv a fost nominalizat și la Premiile Oscar pentru cea mai bună actriță
| An            | Țara                                                                                 | Actrița                                                | Film                          | Rol                                            |
| ------------- | ------------------------------------------------------------------------------------ | ------------------------------------------------------ | ----------------------------- | ---------------------------------------------- |
| 1956          | Italia                                                                               | Elsa Martinelli                                        | Donatella                     | Donatella                                      |
| 1957          | Regatul Unit                                                                         | Yvonne Mitchell                                        | Femeia în halat               | Amy Preston                                    |
| 1958          | Italia                                                                               | Anna Magnani                                           | Wild Is the Wind              | Gioia ‡                                        |
| 1959          | Statele Unite ale Americii                                                           | Shirley MacLaine                                       | Ask Any Girl                  | Meg Wheeler                                    |
| 1960          | Franța                                                                               | Juliette Mayniel                                       | The Fair                      | Annette                                        |
| 1961          | Franța                                                                               | Anna Karina                                            | A Woman Is a Woman            | Angela Récamier                                |
| 1962 Împărțit | Statele Unite ale Americii Suedia                                                    | Rita Gam Viveca Lindfors                               | No Exit                       | Estelle Rigault Inès Serrano                   |
| 1963          | Suedia                                                                               | Bibi Andersson                                         | The Mistress                  | The Girl                                       |
| 1964          | Japonia                                                                              | Sachiko Hidari                                         | The Insect Woman / She and He | Tome Matsuki / Naoko Ishikawa                  |
| 1965          | India                                                                                | Madhur Jaffrey                                         | Shakespeare Wallah            | Manjula                                        |
| 1966          | Statele Unite ale Americii                                                           | Lola Albright                                          | Lord Love a Duck              | Marie Greene                                   |
| 1967          | Regatul Unit                                                                         | Edith Evans                                            | The Whisperers                | Maggie Ross ‡                                  |
| 1968          | Franța                                                                               | Stéphane Audran                                        | Les Biches                    | Frédérique                                     |
| 1969          | Nu s-a acordat                                                                       |                                                        |                               |                                                |
| 1970          | Nu s-a acordat                                                                       |                                                        |                               |                                                |
| 1971 Împărțit | Franța                                                                               | Simone Signoret Shirley MacLaine                       | The Cat Desperate Characters  | Clémence Bouin Sophie Bentwood                 |
| 1972          | Statele Unite ale Americii                                                           | Elizabeth Taylor                                       | Hammersmith Is Out            | Jimmie Jean Jackson                            |
| 1973          | Nu s-a acordat                                                                       |                                                        |                               |                                                |
| 1974          | Nu s-a acordat                                                                       |                                                        |                               |                                                |
| 1975          | Japonia                                                                              | Kinuyo Tanaka                                          | Brothel No. 8                 | Osaki Yamakawa                                 |
| 1976          | Polonia                                                                              | Jadwiga Barańska                                       | Nights and Days               | Barbara Niechcic                               |
| 1977          | Statele Unite ale Americii                                                           | Lily Tomlin                                            | The Late Show                 | Margo Sperling                                 |
| 1978          | Statele Unite ale Americii                                                           | Gena Rowlands                                          | Opening Night                 | Myrtle Gordon                                  |
| 1979          | Germania                                                                             | Hanna Schygulla                                        | The Marriage of Maria Braun   | Maria Braun                                    |
| 1980          | Republica Democrată Germană                                                          | Renate Krößner                                         | Solo Sunny                    | Ingrid “Sunny” Sommer                          |
| 1981          | Polonia                                                                              | Barbara Grabowska                                      | Fever                         | Kama                                           |
| 1982          | Republica Democrată Germană                                                          | Katrin Saß                                             | Bürgschaft für ein Jahr       | Nina Kern                                      |
| 1983          | Uniunea Sovietică                                                                    | Evghenia Glușenko                                      | I Love At Will                | Vera Silkova                                   |
| 1984 Împărțit | Uniunea Sovietică Italia                                                             | Inna Ciurikova Monica Vitti                            | Wartime Romance Flirt         | Vera Laura                                     |
| 1985          | Australia                                                                            | Jo Kennedy                                             | Wrong World                   | Mary                                           |
| 1986 Împărțit | Franța Brazilia                                                                      | Charlotte Valandrey Marcélia Cartaxo                   | Red Kiss Hour of the Star     | Nadia Macabéa                                  |
| 1987          | Brazilia                                                                             | Ana Beatriz Nogueira                                   | Vera                          | Anderson Vera Bauer                            |
| 1988          | Statele Unite ale Americii                                                           | Holly Hunter                                           | Broadcast News                | Jane Craig ‡                                   |
| 1989          | Franța                                                                               | Isabelle Adjani                                        | Camille Claudel               | Camille Claudel ‡                              |
| 1991          | Spania                                                                               | Victoria Abril                                         | Lovers                        | Luisa                                          |
| 1992          | Hong Kong                                                                            | Maggie Cheung                                          | Centre Stage                  | Ruan Lingyu                                    |
| 1993          | Statele Unite ale Americii                                                           | Michelle Pfeiffer                                      | Love Field                    | Lurene Hallett ‡                               |
| 1994          | Regatul Unit                                                                         | Crissy Rock                                            | Ladybird, Ladybird            | Maggie Conlan                                  |
| 1995          | Hong Kong                                                                            | Josephine Siao                                         | Summer Snow                   | May Sun                                        |
| 1996          | Franța                                                                               | Anouk Grinberg                                         | My Man                        | Marie Abarth                                   |
| 1997          | Franța                                                                               | Juliette Binoche                                       | The English Patient           | Hana ‡                                         |
| 1998          | Brazilia                                                                             | Fernanda Montenegro                                    | Central Station               | Isadora Teixeira ‡                             |
| 1999 Împărțit | Germania                                                                             | Juliane Köhler Maria Schrader                          | Aimée & Jaguar                | Aimée Jaguar                                   |
| 2000          | Germania                                                                             | Bibiana Beglau Nadja Uhl                               | The Legend of Rita            | Rita Vogt Tatjana                              |
| 2001          | Noua Zeelandă                                                                        | Kerry Fox                                              | Intimacy                      | Claire                                         |
| 2002          | Statele Unite ale Americii                                                           | Halle Berry                                            | Monster's Ball                | Leticia Musgrove ‡                             |
| 2003 Împărțit | Statele Unite ale Americii · Statele Unite ale Americii · Statele Unite ale Americii | Nicole Kidman Julianne Moore Meryl Streep              | The Hours                     | Virginia Woolf ‡ Laura Brown ‡ Clarissa Vaughn |
| 2004 Împărțit | Africa de Sud Columbia                                                               | Charlize Theron Catalina Sandino Moreno                | Monster Maria Full of Grace   | Aileen Wournos ‡ María Álvarez ‡               |
| 2005          | Germania                                                                             | Julia Jentsch                                          | Sophie Scholl: The Final Days | Sophie Scholl                                  |
| 2006          | Germania                                                                             | Sandra Hüller                                          | Requiem                       | Michaela Klingler                              |
| 2007          | Germania                                                                             | Nina Hoss                                              | Yella                         | Yella Fichte                                   |
| 2008          | Regatul Unit                                                                         | Sally Hawkins                                          | Happy-Go-Lucky                | Pauline "Poppy" Cross                          |
| 2009          | Austria                                                                              | Birgit Minichmayr                                      | Everyone Else                 | Gitti                                          |
| 2010          | Japonia                                                                              | Shinobu Terajima                                       | Caterpillar                   | Shigeko Kurokawa                               |
| 2011          | Iran                                                                                 | Leila Hatami Sareh Bayat Sarina Farhadi Kimia Hosseini | A Separation                  | Simin, Razieh, Termeh, Somayeh                 |
| 2012          | Republica Democrată Congo                                                            | Rachel Mwanza                                          | War Witch                     | Komona                                         |
| 2013          | Chile                                                                                | Paulina García                                         | Gloria                        | Gloria Cumplido                                |
| 2014          | Japonia                                                                              | Haru Kuroki                                            | The Little House              | Taki Nunomiya                                  |
| 2015          | Franța                                                                               | Charlotte Rampling                                     | 45 Years                      | Kate Mercer ‡                                  |
| 2016          | Danemarca                                                                            | Trine Dyrholm                                          | The Commune                   | Anna                                           |